# Pir Sultan Abdal

Pir Sultan Abdal

Pir Sultan Abdal (* um 1480 im Dorf Banaz, Provinz Sivas; † 1550) war ein türkischer Dichter alevitischen Glaubens, der heute als Freiheitsvorbild vieler Aleviten gilt. Es existieren bislang keine zuverlässigen historischen Quellen über sein Leben. Aus einem seiner Gedichte schließt man, dass er mit wirklichem Namen Haydar hieß. Seine Lieder bzw. Gedichte führten angeblich zu mehreren Aufständen im damaligen Osmanischen Reich, weshalb er von Hızır Paşa, dem damaligen Statthalter von Sivas, hingerichtet wurde.
Seine Lyrik ist reich an Fantasie und sufistisch inspirierten Metaphern über Gott, die Natur und die Liebe zu den Mitmenschen. Seine Gedichte machten ihn sowohl unter Aleviten als auch Sunniten sehr beliebt. Pir Sultan Abdal drückte in seinen Gedichten die sozialen, kulturellen und religiösen Empfindungen seiner Mitmenschen aus. Er gilt ebenso als Rebell gegen die osmanische Herrscherschicht. Die früheste Sammlung der mündlichen Überlieferung erfolgte erst im 20. Jahrhundert. Heute werden Pir Sultan Abdal über 400 Gedichte zugeschrieben, deren Auswahl auf einer Konvention seiner Anhänger beruht und mit Forschungsmethoden nicht eindeutig zu bestätigen ist.

## Leben
Pir Sultan Abdal wurde im Dorf Banaz, Bezirk Yildizeli in der Provinz Sivas geboren. Sein eigentlicher Name soll Haydar gewesen sein; das Pseudonym setzt sich aus Pir, dem Titel des Vorstehers eines Derwisch-Ordens (Tariqa), der dem Begriff Scheich entspricht, Sultan, was in diesem Fall eine ehrende Anrede darstellt, und Abdāl, was auch einen Rang in manchen Derwisch-Orden bezeichnet, zusammen. Er gehörte zu den Aşık genannten Barden und begleitete seine gesungenen Verse auf der türkischen Langhalslaute Saz.

## Der historische Pir Sultan Abdal
Da Pir Sultan ein Ehrentitel der alevitischen Orden war, konnte man mehrere Dichter mit diesem Titel identifizieren. Aus diesem Grund war einige Zeit die Eindeutigkeit des Autors unzähliger Gedichte und des Haupthelden vieler Legenden umstritten. Ende des 18. Jahrhunderts gab es einen aus Çorum stammenden und in Ankara im Hasan Dede Kloster wirkenden Dichter Pir Sultan. Dieser wurde jedoch nicht Pir Sultan Abdal genannt, jedoch hatte auch dieser den „bürgerlichen“ Namen Haydar.
In Divriği lebte im 18. Jahrhundert ebenfalls ein Pir Sultan, der allerdings eigentlich Halil Ibrahim hieß. Jedoch konnte nur ein Pir Sultan Abdal mit der Hinrichtung aus den Legenden und der Amtszeit des Beylerbeys von Sivas, Hizir Pascha, in Verbindung gebracht werden. So geht die aktuelle Literaturwissenschaft davon aus, dass dieser Pir Sultan Abdal aus den vielen Legenden und Autor vieler Gedichte mit jenem aus Banaz stammenden Haydar identisch ist.

## Gedichte (Auswahl)
Ein bekanntes Gedicht, das Pir Sultan Abdal zugeschrieben wird, ist Ötme Bülbül Ötme (dt.: Zwitschere nicht Nachtigall, zwitschere nicht). Als Lied ist es in der Türkei sehr bekannt:
Türkischer Originaltext
Ötme Bülbül Ötme, Şen Değil Bağım

Dost Senin Derdinden Ben Yana Yana

Tükendi Fitilim Eridi Yağım

Dost Senin Derdinden Ben Yana Yana

Deryadan Bölünmüş Sellere Döndüm

Vakitsiz Açılan Güllere Döndüm

Ateşi Kararmış Küllere Döndüm

Dost Senin Derdinden Ben Yana Yana

Haberin Duyarsın Peyikler İle

Yaramı Sarsınlar Şehitler İle

Kırk Yıl Dağda Gezdim Geyikler İle

Dost Senin Derdinden Ben Yana Yana

Abdal Pir Sultan'ım, Doldum Eksildim

Yemeden İçmeden Sudan Kesildim

Halkımı Sevdiğim İçin Asıldım

Dost Senin Derdinden Ben Yana Yana

Mögliche Übersetzung:

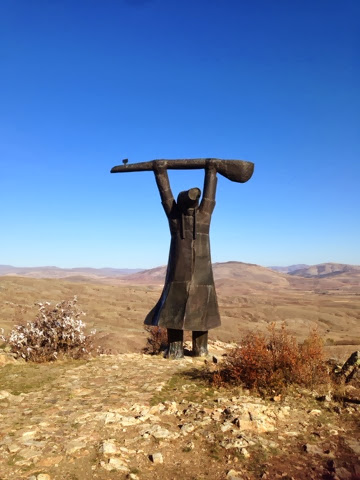
Skulptur außerhalb von Banaz

Schweig Nachtigall, im Garten herrscht Trauer

Da du, mein Freund, dort bist und ich fern von dir

Mein Docht ist verbrannt, mein Wachs ist zerschmolzen

Freund, dein Leid entflammt in mir.

Ich bin der Fluss, der sich ins Meer ergießt.

Ich bin die Rose, die vorzeitig erblühte und verwelkte.

Ich bin die kalte Asche, das Feuer ist lang erloschen.

Freund, dein Leid entflammt in mir.

Was sie mir angetan haben, du wirst es erfahren,

Mit Märtyrern sollen sie meine Wunden schließen

Leidvolle vierzig Jahre der Einsamkeit

Bei Hirschen in der Einöde der Berge

Freund, dein Leid entflammt in mir.

Einmal bin ich ganz Pir Sultan Abdal

Ein andernmal nur noch ein Schatten

Abgeschnitten vom Wasser, ohne zu trinken und zu essen

Erhängt wurde ich, da ich mein Volk sehr liebte

Freund, dein Leid entflammt in mir.

Weitere mögliche Übersetzung:

Singe nicht Nachtigall, singe nicht,

Heiter ist nicht mehr mein Garten

Freund, deine Sorgen rauben mir die Sinne,

und nimmt mir mein Lebenshauch

Freund, dein Leid brennt in mir

Ich bin wie ein, von der Welt abhanden gekommener Sturm

bin wie eine zu früh verwelkte Rose

verbrannt mein Innerstes zur Asche

Freund, dein Leid brennt in mir

Wirst meine Nachricht hören mit den Hirschen

Sollen sie meine Wunden heilen mit Märtyrern

Allein mit den Hirschen in den Bergen fand ich mich nach vierzig Jahren

Freund, dein Leid brennt in mir

Abdal Pir Sultan, ich, mal voll Kummer

Mal nur Leere

Ohne Hunger ohne Durst

Gehe ich in den Tod für die Liebe zu meinem Volk

Freund, dein Leid brennt in mir

### Weiteres Gedicht
Aufgrund der mangelnden historischen Quellenlage und fehlender Originalhandschriften ist nicht gesichert, wer die ihm zugeschriebenen Gedichte tatsächlich verfasst hat. Wie in der islamischen Welt oft üblich, beziehen sich nachgeborene Dichter immer wieder auf ihre Vorbilder, die sie als Meister verehren, widmen diesen ihre Gedichte oder verfassen sie sogar unter deren Namen.
Das folgende Gedicht könnte von einem – oder einer – Nachgeborenen verfasst worden sein, wobei verschiedene metaphysische Ebenen zum Tragen kommen: So wird in der nicht nur islamischen Mystik die „Ich-Dimension“ immer wieder überschritten, da sich der Mystiker/die Mystikerin als Teil eines universellen Ganzen versteht. Dabei sehen Mystikerdichter oft auch ihren eigenen Tod voraus (vgl. hier). Dementsprechend kann Pir Sultan sowohl seine eigene Tochter oder auch jemand „anderes“ sein – oder er sieht sich bereits, wie aus den letzten Zeilen des Gedichtes ersichtlich, mit Gott vereinigt (»Fanā’« bzw. »Unio mystica«). Die Nennung seines Namens am Schluss des Gedichtes weist auf ihn als Meister oder sogar als Verfasser hin:
dün gece seyrimde coştuydu dağlar

dağlar ağlar ağlar pir sultan deyü

gündüz hayalimde gece düşümde

düş de ağlar ağlar pir sultan deyü

uzundu usuldu dedemin boyu

yıldız’dır yaylası banaz’dır köyü

yaz bahar ayında bulanır suyu

sular ağlar ağlar pir sultan deyü

pir sultan kızıydım ben be banaz’da

kanlı yaş akıttım baharda yazda

dedemi astılar kanlı sivas’ta

darağacı ağlar pir sultan deyü

kemendimi attım dâra dolaştı

kâfirlerin eli kana bulaştı

koyun geldi kuzuları meleşti

koçlar ağlar ağlar pir sultan deyü

PİR SULTAN ABDAL’ım ey yüce gani

daim yediğimiz kudretin hânı

hakka teslim ettin ol şirin canı

dostlar ağlar ağlar pir sultan deyü
heut nacht im traum flossen die berge über /

die berge weinten pir sultan pir sultan /

tags wenn ich grüble / nachts wenn ich träume /

die träume weinen pir sultan pir sultan

mein vater war’s / der große leise alte /

die trift heißt yıldız / unser dorf banaz /

die bäche rinnen trübe mitten im sommer /

die bäche weinen pir sultan pir sultan

die tochter bin ich / in banaz zuhause /

ob frühling oder sommer / ich weine nur /

den vater erhängten sie mir im blutigen sivas /

der galgen weinte pir sultan pir sultan

ich warf mein lasso / es fing den galgen /

die hände der ketzer sind blutbefleckt /

da kam das schaf / laut blökten die lämmer /

die hammel weinen pir sultan pir sultan

PİR SULTAN warst du / im namen des herrn /

wir aßen von dir / du gabst uns leben /

jetzt hat die wahrheit dein leben ganz /

die freunde weinen pir sultan pir sultan